# Factoría de Ficción
Pour les articles homonymes, voir FDF.
Factoría de Ficción (FDF) est une chaîne de télévision thématique commerciale privée espagnole, propriétaire du groupe Mediaset España.

## Historique

### Telecinco Estrellas
La chaîne était diffusée sur la Télévision numérique payante, de 2005 à 2008.
Le 18 février 2008, Telecinco Estrellas est renommée en FDF Telecinco (désormais nommée Factoría de Ficción).

### FDF Telecinco
Factoría de Ficción était, de 2000 à 2007, une chaîne de télévision payante, propriétaire de Antena 3 et de Telecinco. Elle était l'une des plus vues de la télévision payante. À la suite de sa fermeture, Mediaset España a récupéré la marque avec les valeurs qui lui ont permis d'être l'une des plus vues dans le passé.
À la suite du passage de Telecinco Estrellas à FDF Telecinco, la chaîne est devenue gratuite.
FDF Telecinco est né à la suite de cela le 18 février 2008, à la suite du remaniement des chaînes de Mediaset España. La chaîne a succédé à Telecinco Estrellas, tout en gardant le même public visé et les mêmes séries.
Durant les mois qui ont suivi, la chaîne a continué à diffuser différentes séries jusqu'au 11 mai 2009, date à laquelle le groupe a restructuré ses chaînes, Telecinco 2 est ainsi été renommé en LaSiete. La chaîne a récupéré le contenu jeunesse de celle-ci, Super Boing. Par la suite, la chaîne a diffusé des séries qui ont eu beaucoup d'audiences sur Telecinco, comme Caméra Café (en), La que se avecina, Fibrilando o Aída.

### Factoría de Ficción
Le 25 juillet 2009, FDF Telecinco devient Factoría de Ficción, avec un tout nouvel habillage. La chaîne a seulement subit un "lifting".
Le 10 janvier 2011, Publiespaña, l'organisme qui est chargé de gérer la publicité des chaînes du groupe Mediaset España, a décidé de réduire les pages de publicités en  prime-time, passant à 6 minutes.

### Identité visuelle (logo)

Logo de Telecinco Estrellas du 30 novembre 2005 au 17 février 2008
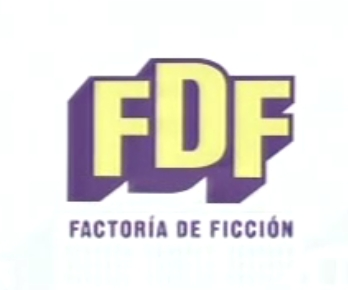
Logo projet de FDF
Logo projet de FDF Telecinco 18 février de 2008
Logo de FDF Telecinco de 2008 au 25 juillet 2009
Logo de Factoría de Ficción du 25 juillet 2009 au 6 février 2012
Logo de Factoría de Ficción depuis le 6 février 2012 au 2016

## Organisation

### Dirigeants
Présidents :
- Paolo Vasile : depuis 2008

### Capital
FactoríaDeFicción appartient à 100 % au groupe Mediaset España dont le capital est détenu à 50,13 % par Mediaset, à 36,87 % par Free-Float et à 13 % par le groupe Vocento.

## Programmes
Factoría de Ficción diffuse essentiellement des séries, des films et des dessins animés.

## Séries
- Monk
- 7 vidas
- Sydney Fox, l'aventurière
- Esprits criminels
- La Vie de famille
- Old Christine
- Quoi de neuf docteur ?

## Dessins animés
- Les Supers Nanas
- Bakugan Battle Brawlers
- Naruto
- Ben 10
- Dinosaur King
- Digimon

## Diffusion

### Format de diffusion
La chaîne est diffusée depuis sa création en SD 576i (768 x 576). Elle ne dispose pas de version HD pour le moment.

### Plateformes
Factoría de Ficción est diffusée sur :
- La TNT Espagnol, appelée TDT, sur le canal 68 (la numérotation des chaînes est libre en Espagne).
- Le satellite, sur Digital+, chaîne n° 26. À noter que Digital+ est l'équivalent espagnol de Canalsat.
- Le cable. La chaîne est disponible sur ONO (chaîne n° 38), R (chaîne n° 17) et chez l'opérateur basque Euskatel (chaîne n° 982).
- L'ADSL, seulement sur Imagineo, chaîne n° 31.

## Audiences
|      | Janvier | Février | Mars  | Avril | Mai   | Juin  | Juillet | Août   | Septembre | Octobre | Novembre | Décembre | Moyenne annuelle |
| ---- | ------- | ------- | ----- | ----- | ----- | ----- | ------- | ------ | --------- | ------- | -------- | -------- | ---------------- |
| 2008 | -       | 0,1%**  | 0,2%  | 0,2%  | 0,2%  | 0,2%  | 0,2%    | 0,2%   | 0,2%      | 0,2%    | 0,3%     | 0,3%     | 0,2 %            |
| 2009 | 0,3%    | 0,3%    | 0,4 % | 0,4 % | 0,4 % | 0,5 % | 0,6 %   | 0,7 %  | 0,6 %     | 0,7 %   | 0,8 %    | 0,8 %    | 0,6 %            |
| 2010 | 0,8 %   | 0,8 %   | 1,0 % | 1,2 % | 1,4 % | 1,5 % | 1,9 %   | 2,1 %  | 1,8 %     | 1,9 %   | 2,1 %    | 2,1 %    | 1,5 %            |
| 2011 | 2,2 %   | 2,3 %   | 2,4 % | 2,3 % | 2,5 % | 2,6 % | 2,8 %   | 3,0 %* | 2,7 %     | 2,7 %   | 2,7 %    | 2,9 %    | 2,6 %            |
| 2012 | 2,6 %   | 2,6 %   | 2,6%  | 2,6 % | 2,7 % | 3,0 % | 3,4 %   | 3,2 %  | 3,3 %     | 3,0 %   | 3,0 %    | 3,2 %    | 2,9 %            |
| 2013 | 3,1 %   | 2,9 %   | 2,8 % | 2,8%  | 2,8 % | 2,9 % | 3,0 %   | 3,1 %  | 3,0 %     | 2,8 %   | 2,9 %    | 3,1 %    | 2,9 %            |
| 2014 | 3,0 %   | 2,9 %   | 3,1 % | 3,0 % | 3,6 % | 3,6 % | 4,2 %   | 4,5 %* | 3,7 %     | 3,4 %   | 3,7 %    | 3,9 %    | 3,5 %            |
| 2015 | 3,8%    | 3,6 %   | 3,5 % | 3,6 % | 3,6 % | 3,5 % |         |        |           |         |          |          |                  |

Source: TNS Sofres
* Maximum historique
** Minimum historique
Légende :
Fond vert = Meilleur score mensuel de l'année
Fond rouge = Moins bon score mensuel de l'année

## Annexe

### articles connexes
- Mediaset
- Digital+
- Mediaset España